# 에너지 밀도
에너지 밀도(energy density)는 단위 부피에 저장된 에너지이다. 

## 일반적인 에너지 밀도
단위 부피에 저장된 에너지이다. 전지나 연료의 효율을 나타내는 지표이다. 연료와는 반대로, 영양학에서는 에너지 밀도가 낮을수록 포만감을 더 많이 전하게 된다.

## 전기장과자기장의 에너지 밀도
전기장과 자기장은 에너지를 저장한다. 
{\displaystyle U={\frac {\varepsilon _{0}}{2}}\mathbf {E} ^{2}+{\frac {1}{2\mu _{0}}}\mathbf {B} ^{2}}

## 빈공간의 에너지 밀도
진공 에너지가 에너지 밀도이다. 일반 상대론에서는 우주 상수가 이를 나타낸다. 0이 아닌 값이라고 알려지고 있다. 이를 암흑 에너지라고 보기도 한다.

## 같이 보기
- 비에너지(단위 질량당 저장된 에너지)